# Antitype cacrulescens
Antitype cacrulescens là một loài bướm đêm trong họ Noctuidae.